# Jelenc
Jelenc je priimek v Sloveniji, ki ga je po podatkih Statističnega urada Republike Slovenije na dan 1. januarja 2010 uporabljalo 578 oseb.

## Znani nosilci priimka
- Alenka Jelenc Puklavec (1940—2022), vrhovna sodnica, predsednica Sodnega sveta ...
- Andrej Jelenc (*1963), kanuist, trener in športni pedagog
- Blaž Jelenc (*1981), matematik
- Celestin Jelenc (1884—1968), odvetnik in politik
- Danilo Jelenc (1916—2004), montanist (rudarski strokovnjak)
- David Jelenc, informatik (FRI UL)
- Dora Jelenc (1945—2015), defektologinja
- Eva Jelenc Drozg (*1980), kitaristka, zborovodkinja
- Franc Ksaver Jelenc (1749—1805), pravnik
- Franc Jelenc, abdominalni kirurg, prof. MF
- Klemen Jelenc (1841—?), pridigar, šolnik
- Luka Jelenc (1857—1942), šolnik in politik
- Marjan Jelenc (*1949), slikar, grafik
- Maksimilijan Jelenc (*1951), smučarski tekač
- Sabina Jelenc Krašovec (1968—2020), pedagoginja, andragoginja
- Špela Jelenc (*1948), psihoanalitičarka
- Vitomir Fedor Jelenc (1855—1922), književnik
- Zoran Jelenc (*1935), psiholog in pedagog, andragog